# Ácido peptonucleico

O ácido peptonucleico ou ácido nucleico peptídico (APN ou em inglês PNA, Peptide nucleic acid) é um polímero sintetizado artificialmente similar ao DNA e o ARN e é usado na pesquisa em biologia e medicina. Não se observou ocorrência natural do APN.
ADN e ARN tem uma coluna estrutural de açúcar deoxirribose e ribose, respectivamente, enquanto a estrutura do APN é composta de repetidas unidades de N-(2-aminoetil)-glicine unidas por ligações peptídeos. As várias bases purina e pirimidina são ligadas à coluna principal por ligações metileno carbonila.  
Uma vez que a espinha dorsal do PNA não contenha grupos fosfato carregados, a ligação entre os fios de PNA/DNA é mais forte que durante os fios de DNA/DNA devido à falta de repulsão eletrostática. Primeiras experiências com fios de homopirimidina (fios consistindo de apenas uma base pirimidina repetida) tem mostrado que o Tf (temperatura de "fusão) de uma timina PNA/adenina DNA dupla hélice 6-base estava a 31 °C em comparação ao equivalente DNA/DNA duplex 6-base que desnatura a uma temperatura menor do que 10 °C. As moléculas de PNA de base mista são são verdadeiros imitidores de moléculas de DNA em termos do reconhecimento da base-par. A ligação PNA/PNA é mais forte que a ligação PNA/DNA.